# Niphona lutea
Niphona lutea är en skalbaggsart som först beskrevs av Maurice Pic 1925.  Niphona lutea ingår i släktet Niphona och familjen långhorningar. Inga underarter finns listade i Catalogue of Life.